# Provincia de Moho
La provincia de Moho es una de las trece que conforman el departamento de Puno, en la orilla noreste del lago Titicaca, en el sur del Perú. Limita por el norte con la provincia de Huancané y por el este, el sur y el oeste con el lago Titicaca.
Desde el punto de vista jerárquico de la Iglesia católica, forma parte de la prelatura de Juli en la arquidiócesis de Arequipa.

## Historia
La provincia fue creada mediante Ley 25360, del año 1991, en el primer gobierno del presidente Ing. Alberto Fujimori, cuando estuvo como alcalde de distrito en ese entonces el Prof. José Julián Chambi Gálvez.

## Geografía
La provincia tiene una extensión de 1005,25 km².

## División administrativa
Moho se divide en cuatro distritos:
1. Conima
2. Huayrapata
3. Moho
4. Tilali

## Población
La provincia tiene una población aproximada de 29 000 habitantes.
La población total de distrito de Moho, según el censo del 2007, era de 17 042 habitantes, que
constituye el 61,26 % respecto al total de la provincia de Moho. Y el 1,34 % del total de habitantes del departamento de Puno.
La población, según sexo del distrito, está formada por el 49,1 % de varones y el 50,9 % de mujeres. Y, según área la población del distrito, está distribuida en el área urbana el 27,7 % y, en el área rural, el 72,3 %.

## Capital
La capital es la ciudad de Moho.

## Autoridades

### Regionales
- Consejero regional
  - 2019-2022:[2] Héctor Coaquira Apaza (Movimiento de Integración por el Desarrollo Regional, Mi Casita)

### Municipales
- 2019-2022[2]
  - Alcalde: Juan José Tinta Mamani, del Movimiento de Integración por el Desarrollo Regional (Mi Casita).
  - Regidores:

  1. Albino Quispe Capajaña (Movimiento de Integración por el Desarrollo Regional, Mi Casita)
  2. Óscar Condori Huanca (Movimiento de Integración por el Desarrollo Regional, Mi Casita)
  3. Rubén Valencia Quispe (Movimiento de Integración por el Desarrollo Regional, Mi Casita)
  4. Ana Ruzmeri Rojas Mamani (Movimiento de Integración por el Desarrollo Regional, Mi Casita)
  5. Raúl Condori Mamani (Movimiento de Integración por el Desarrollo Regional, Mi Casita)
  6. Belisario Abundio Mamani Sillo (Frente Amplio para el Desarrollo del Pueblo)
  7. Alexander Durán Quispe Tito (Gestionando Obras y Oportunidades con Liderazgo)

### Policiales
- Comisaría de Moho
  - Comisario: Oficial PNP

## Festividades tradicionales
- Korawasiri
- carnavales
- Jachakhana o Chakana Cruz, en mayo
- Señor de la Exaltación

## Familias tradicionales
- Coacalla, Cerezo, Añamuro, Amat;
- Angles, Rodrigo, Hancoo, Quispe, Blanco;
- Fuentes Calderón, Flores Montes de Oca;
- Gálvez, Gutiérrez;
- Pinto, Saravia;
- Mamani, Apaza, Chambi, Cusi, Bautista;
- Patana;
- Jaño;
- Condori, Vilca;
- Arias:

- López, Torres, Aliaga, Chambi.